# Chiesa di San Fedele (Milano)
(Cesare Brandi, Disegno dell'architettura italiana)
La chiesa di San Fedele (Gesa de San Fedee in dialetto milanese; AFI: [ˈʤeːza de sanfeˈdeː]) è una chiesa cattolica di Milano, costruita nel XVI secolo per ordine di san Carlo Borromeo per ospitare la Compagnia di Gesù. Per via dell'aderenza della struttura alle Instructiones di San Carlo Borromeo, così come per l'ampia gamma di citazioni di celebri modelli architettonici del passato e le numerose chiese successive che attingono dalla chiesa, San Fedele è considerata il modello di riferimento per l'architettura sacra dell'arte della Controriforma.

## Storia
Situata nel cuore di Milano, fra palazzo Marino e la galleria Vittorio Emanuele II, nell'omonima piazza, la chiesa era un antico edificio di dimensioni ridotte rispetto all'attuale, dedicato a san Fedele, protomartire della diocesi di Como. La chiesa antica era con tutta probabilità già stata edificata su un edificio sacro preesistente che aveva nome di chiesa di Santa Maria in Solariolo o Solario, perché sorgeva proprio a fianco di un edificio medievale che aveva la caratteristica lombarda dei portici nel piano inferiore e una sala con funzioni pubbliche al piano superiore.

La chiesa viene citata in una bolla di papa Eugenio III del 1147 col quale la Santa Sede confermava il possesso dell'edificio ai monaci di San Dionigi.

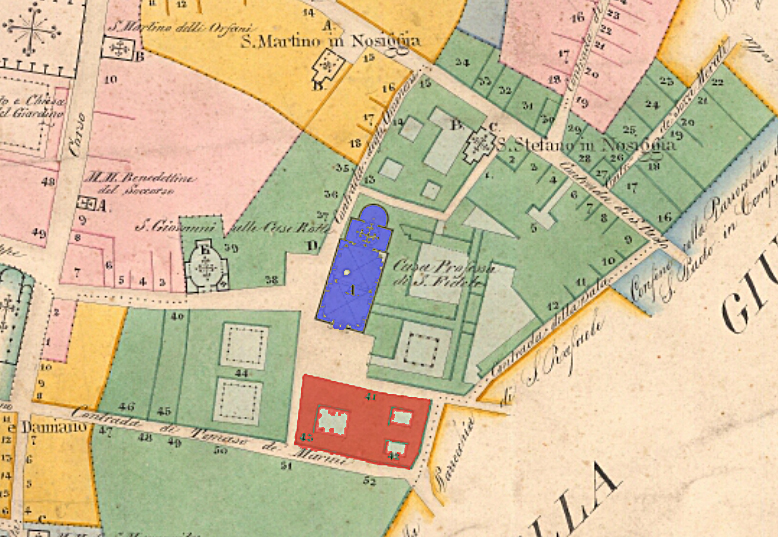
Piazza San Fedele nel 1751: in blu la chiesa.

La struttura venne affidata ai Gesuiti nel 1567, poco dopo il loro arrivo nel capoluogo lombardo nel 1563, per i quali si resero subito necessari alcuni lavori di restauro ed ingrandimento. 
La realizzazione dell'edificio, prima casa professa dei Gesuiti a Milano, si inseriva nel programma di riordino della diocesi voluto da Carlo Borromeo, che incaricò del progetto Pellegrino Tibaldi (1569). L'artista si attenne alle esigenze liturgiche stabilite dal Concilio di Trento e fatte proprie dall'ordine, prevedendo un edificio a navata unica, che esaltasse la centralità dell'altare per la celebrazione eucaristica e prevedesse un pulpito laterale per facilitare la predicazione. Il Tibaldi assicurò fasto e monumentalità architettonica al complesso strutturando l'ambiente in due grandi campate, coperte da volte a tazza, poggianti su sei grandi colonne corinzie addossate alle pareti e poggianti su alti plinti. Un grande arco trionfale separa l'aula dal presbiterio. La chiesa venne in gran parte completata nel 1579 quando lo stesso san Carlo Borromeo volle celebrarvi la messa di consacrazione.
La costruzione delle parti restanti dell'edificio venne portata avanti nei secoli successivi da altri insigni architetti come Martino Bassi, subentrato al Tibaldi nel 1586, e Francesco Maria Richini (1629). Sotto la direzione di quest'ultimo architetto ebbero inizio e fine i lavori nel coro che venne portato a compimento nel 1684. L'architetto Andrea Biffi, nel 1684, iniziò i lavori per l'erezione della cupola.
Dopo la soppressione dell'ordine dei Gesuiti nel 1773, la chiesa fu affidata ai canonici provenienti dalla vicina chiesa trecentesca di Santa Maria della Scala, abbattuta (nel 1776) per far posto al Teatro alla Scala. La chiesa assunse allora il titolo di Santa Maria della Scala in San Fedele e si arricchì di molti degli addobbi e delle opere d'arte provenienti dal distrutto edificio. L'elegante facciata fu completata solo nel 1835 sotto la direzione di Pietro Pestagalli, sempre però rispettando i disegni del Tibaldi; il frontone triangolare della facciata, adorno di un pregevole bassorilievo rappresentante l'Assunzione è opera del Gaetano Matteo Monti di Ravenna. Nel 1848 all'indomani della morte di Federico Confalonieri i notabili della città e in particolare il conte Francesco Arese Lucini, raccolsero i fondi per organizzare un funerale degno della figura del Confalonieri da svolgersi nella Chiesa di San Fedele. Ci furono le prime avvisaglie di tensione quando all'epigrafe di Achille Mauri le autorità austriache misero mano pesantemente escludendo sia il titolo di Conte sia quello di Funzionario Imperiale, ufficializzando un laconico "A Federico Confalonieri". Una straordinaria folla di cittadini partecipò il giorno del funerale destando una certa preoccupazione nella polizia austriaca. I milanesi come segno di protesta disertarono gli spettacoli alla Scala quella sera e tutte le sere che si fosse esibita una cantante di origine austriaca. Soprattutto nei teatri e nei luoghi pubblici iniziarono dimostrazioni anti-austriache che la Polizia controllò con estrema attenzione ma senza intervenire direttamente.
All'inizio del 1873, nel recarsi a messa, Alessandro Manzoni cade sui gradini della chiesa, riportando un trauma che lo conduce a un rapido e irreversibile declino. Morirà il 22 maggio di quell'anno.
La notte tra il 12 e il 13 agosto 1943 un bombardamento distrusse la Questura che sorgeva presso la contigua ex casa professa dei Gesuiti e danneggiò gravemente la chiesa di San Fedele contigua. L'edificio fu restaurato dopo il crollo del presbiterio dall'Impresa di costruzioni Antonio Bassanini e tornò a essere gestito dai Gesuiti nel 1945.

## Descrizione

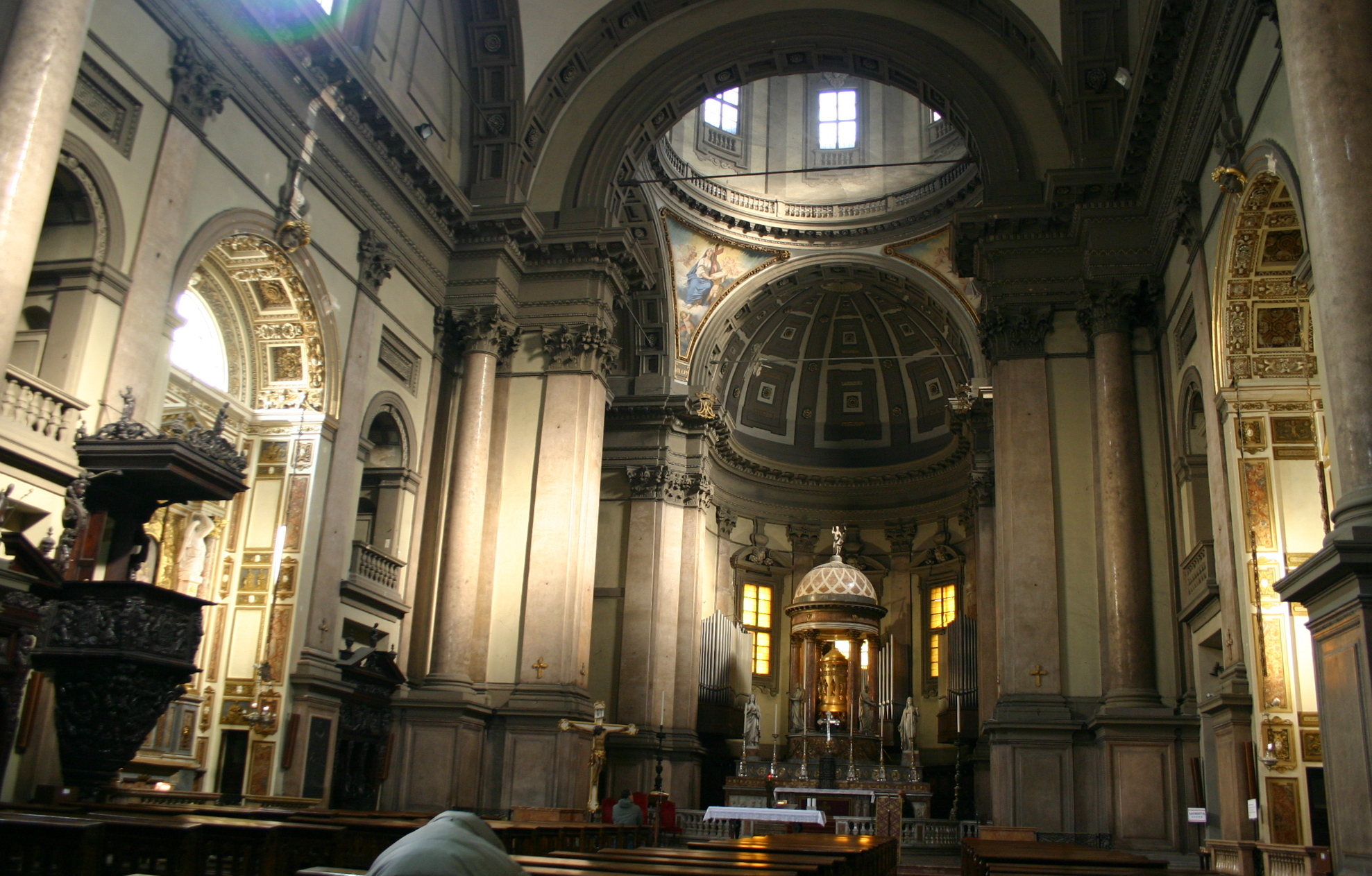
L'interno prima dei restauri.

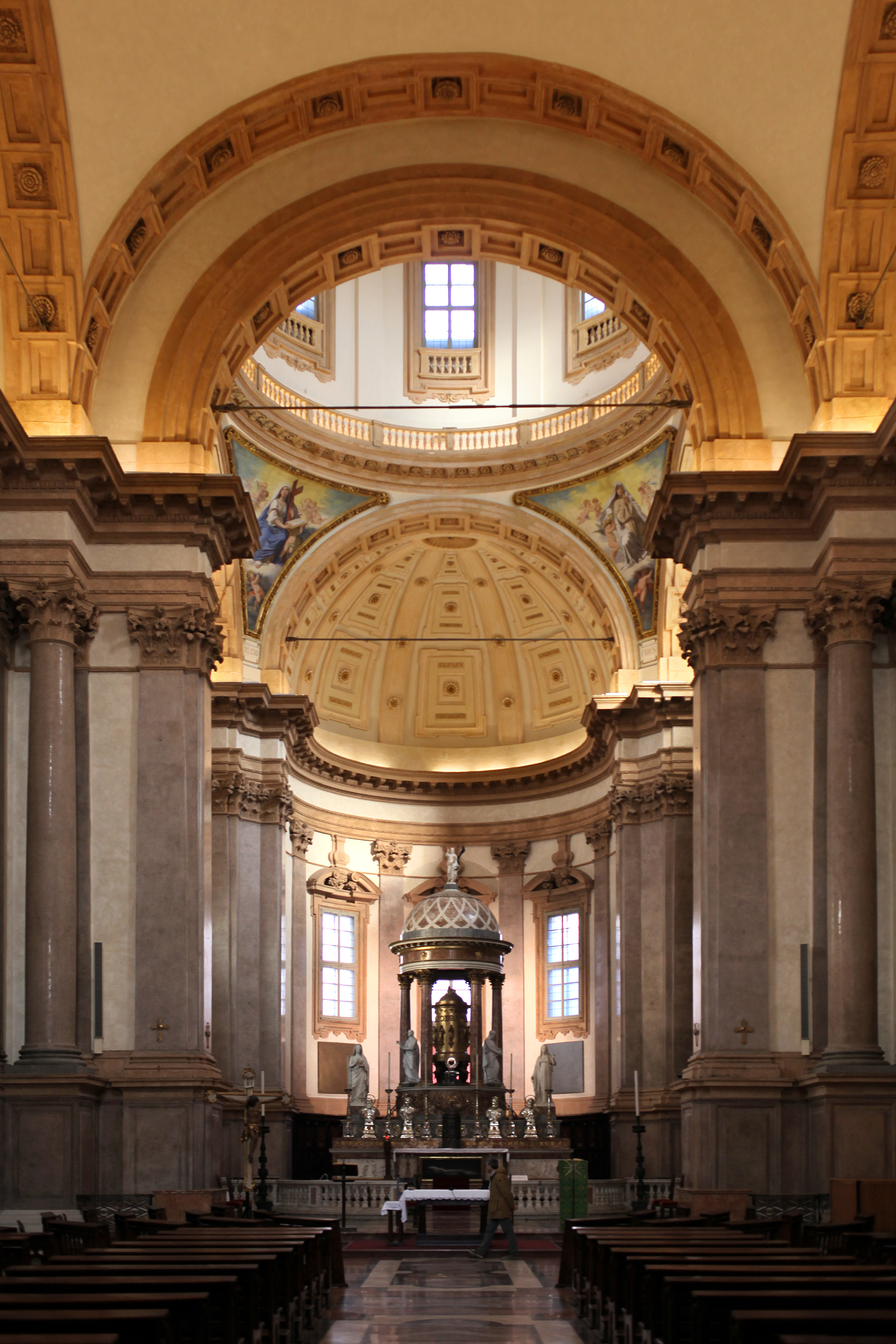
La chiesa nel 2019.

L'eleganza dell'interno è ottenuta grazie agli effetti cromatici dei materiali utilizzati per le membrature architettoniche, ed in particolare la pietra d'Angera, proveniente dal Lago Maggiore, le cui tonalità rosee sono state recuperate dal recente restauro.
Le pareti risultano fortemente ritmate ed articolate su due ordini di archi minori, corrispondenti ad un matroneo in quello superiore, e in quello inferiore ad otto confessionali intagliati (Giovanni, Giacomo e Gianpaolo Taurini, 1596-1603), con scene dall'Antico e dal Nuovo Testamento. Sono presenti quattro cappelle laterali, contenute nello spessore delle mura, le cui decorazioni testimoniano momenti vicini nel tempo ma già diversi. Di particolare interesse la seconda cappella sulla parete destra, intitolata alla Ascensione di Cristo, e realizzata su progetto del Tibaldi, che presenta un raro caso di colonne dislocate, in cui l'architrave è retto dalle vicine mezze figure di angelo: forse un'intenzionale metafora dell'abbandono in cui versava la diocesi milanese quale la trovò il Borromeo. La pala originaria con l'Incoronazione di Maria di Ambrogio Figino (1581-1587) fu poi sostituita dalla Trasfigurazione e Santi firmata da Bernardino Campi in collaborazione con Carlo Urbino (1565), proveniente da Santa Maria della Scala; entrambe si trovano oggi nell'antisagrestia, per far posto al Sacro Cuore in ceramica di Lucio Fontana (1956), mentre sono rimasti in loco i quattro pannelli sulle pareti laterali. Il Figino aveva anche dipinto per San Fedele la Madonna del Serpe, oggi nella chiesa di San Nazaro in Brolo, di cui si ricorderà Caravaggio a Roma.

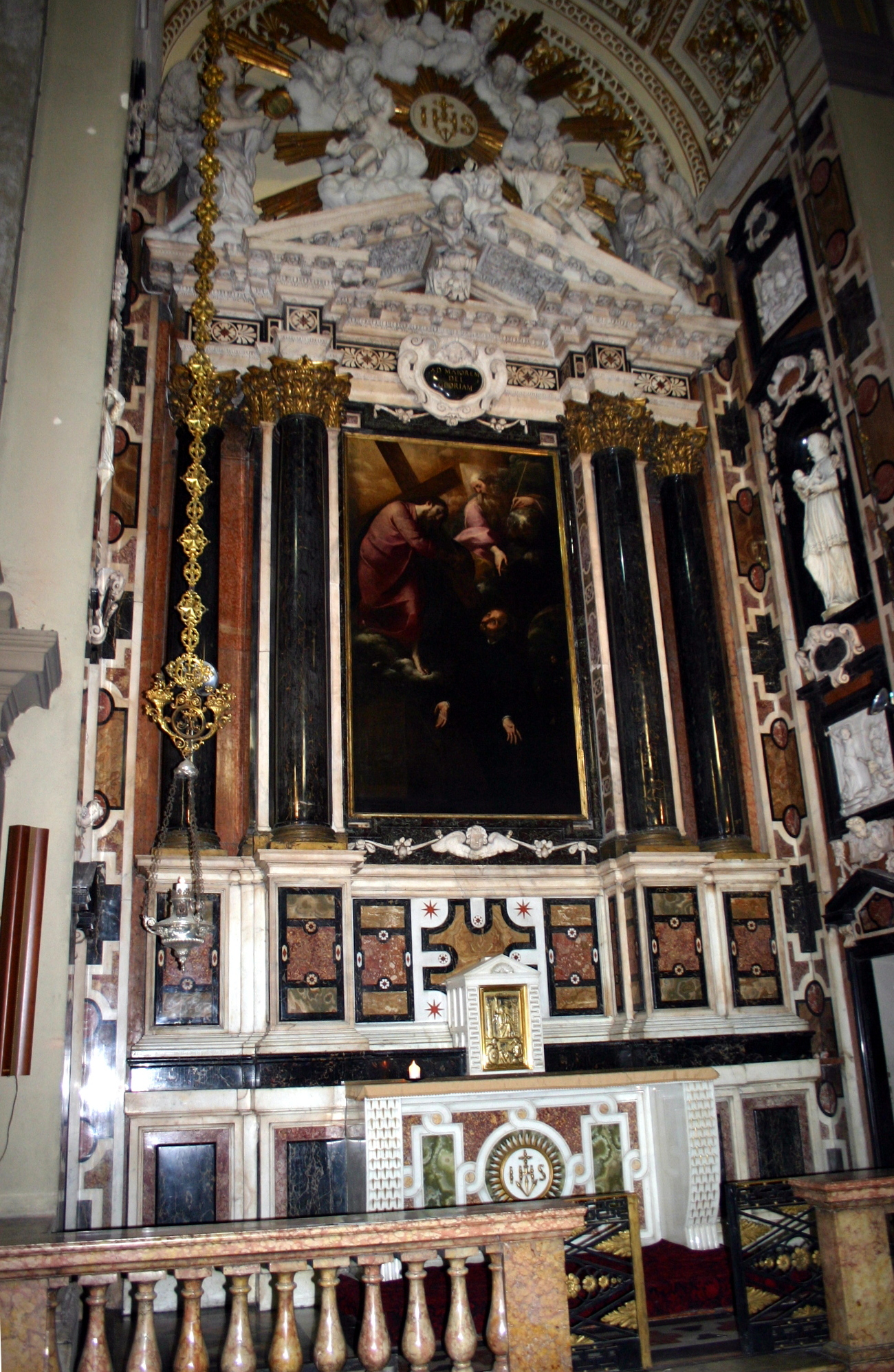
La cappella di Sant'Ignazio.

Nella prima cappella a destra, dedicata a sant'Ignazio di Loyola, troviamo invece la Visione di sant'Ignazio di Giovan Battista Crespi, detto il Cerano, di poco successiva alla beatificazione del Loyola (1622), la cui decorazione in stucco presenta una ricchezza già barocca. Nelle due cappelle della parete sinistra si trovano altre due opere provenienti dalla trecentesca Santa Maria della Scala, cioè la Deposizione di Simone Peterzano (1591), il cui drammatico uso della luce dovette influenzare il suo allievo Michelangelo Merisi da Caravaggio, in procinto di trasferirsi a Roma; e, nella seconda cappella, un affresco quattrocentesco di Madonna con Bambino, fortemente ridipinto in tempi successivi. 
Nel presbiterio si trova, sempre proveniente dalla chiesa della Scala, un coro cinquecentesco a stalli lignei decorati con prospetti di edifici, mentre l'altare maggiore fu realizzato solo nel XIX secolo da Pietro Pestegalli sul progetto del Tibaldi per quello del duomo.
La stessa elegante facciata riflette lo spazio unico dell'interno, ed appare dominata dal grande frontone triangolare che riconduce ad unità il dinamico ed articolato prospetto. La facciata appare infatti divisa in due ordini, con un grande portale con timpano centinato, sovrastato da una finestra a timpano triangolare; quest'alternanza delle cornici si ripete in quella delle quattro edicole decorate con statue tra coppie di colonne.
Il fianco sinistro della chiesa può essere considerato un prospetto autonomo, con un ordine superiore di finestre ed uno inferiore di nicchie incorniciate da colonne corinzie e sovrastate da timpani triangolari e centinati.
San Fedele ha conosciuto diverse fasi di costruzione: principale artefice fu Pellegrino Tibaldi, ma dopo la sua partenza l'edificio fu continuato da Martino Bassi e poi da Francesco Maria Richini, cui si devono anche l'abside con le tre grandi finestre (1633), il coro e lo scurolo nella cripta, le cui volte a vela sono sorrette da diciotto colonne, e la sagrestia. 
La cupola fu invece realizzata dopo la morte del Richini, avvenuta nel 1658.
Alla sinistra dell'altare maggiore vi è una lapide in bronzo che ricorda il punto dove era solito pregare Alessandro Manzoni, che abitava in via Gerolamo Morone 1, a circa 200 metri dalla chiesa. Lo scrittore, assiduo frequentatore di San Fedele, morì a seguito di una caduta sui gradini del sagrato, dalla quale non si riprese più. Per tale motivo sulla piazza antistante la chiesa venne eretta una statua in memoria di Manzoni.

### Organo a canne

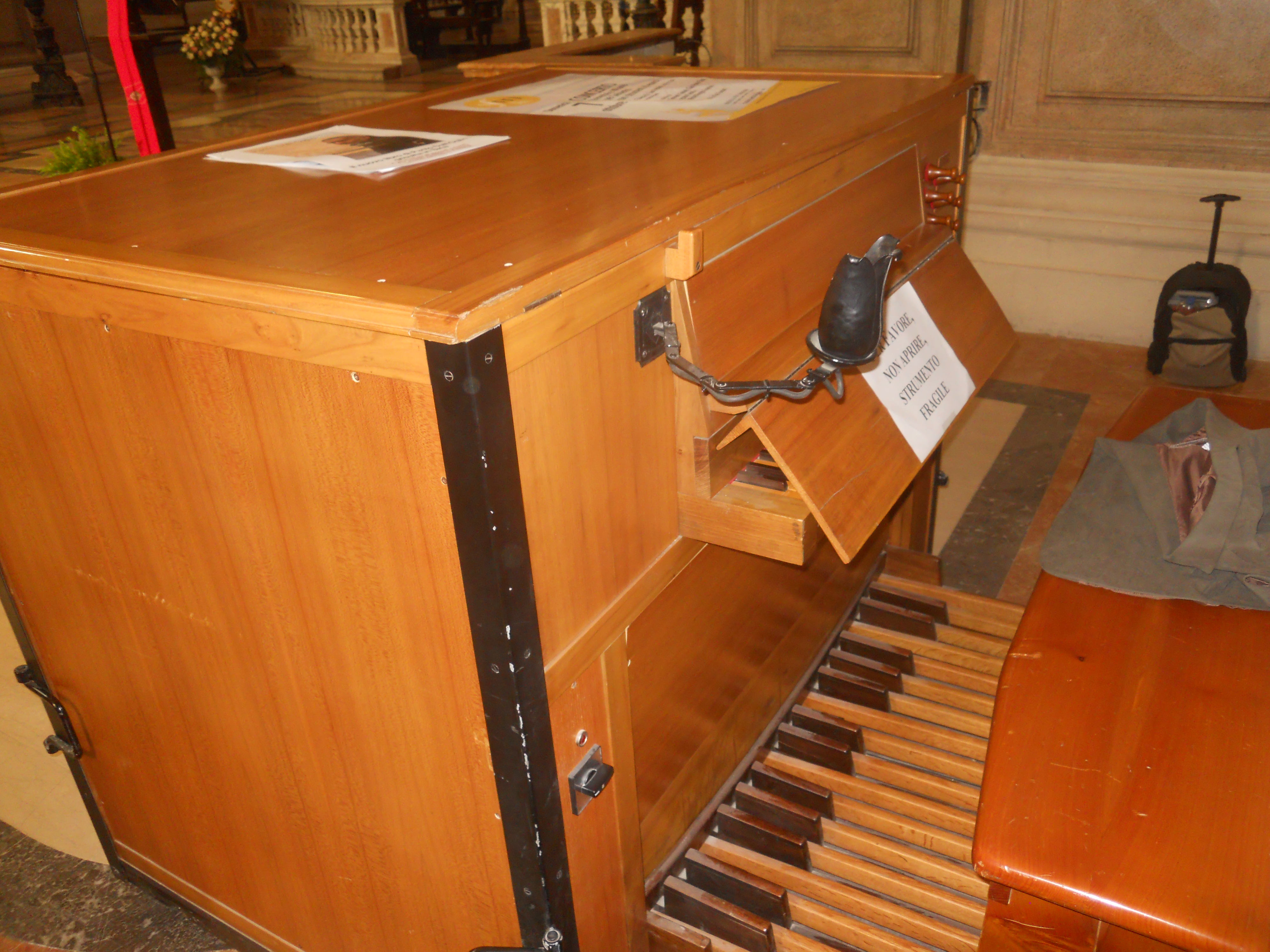
L'organo Tamburini.

Costruito nel 1979 dalla ditta organaria Tamburini per il Teatro alla Scala e da quest'ultimo donato alla chiesa di san Fedele nel 2010. Questo è a trasmissione integralmente meccanica, ed ha una tastiera di 58 note ed una pedaliera concava di 30 priva di registri propri e costantemente unita al manuale. L'organo è privo di mostra.
Sino agli ultimi restauri la chiesa era dotata di un organo a canne costruito nel 1958 dai Balbiani Vegezzi Bossi che era dotato di tre tastiere, 58 registri e circa 2846 canne. Lo strumento era composto di quattro corpi sonori, tre posti sulle pareti dell'abside e uno entro la cassa monumentale del precedente organo ottocentesco posta in cornu epistolae (ancora conservata assieme alle canne di mostra risalenti all'organo ottocentesco). La consolle indipendente si trovava di fianco all'altar maggiore, posta a pavimento in cornu evangelii.

### Opere principali
- Simone Peterzano: Deposizione;

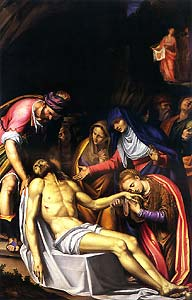
La Deposizione di Peterzano.

- Giovanni Battista Crespi detto il Cerano: Sant'Ignazio;
- Bernardino Campi: Quattro santi;
- Lucio Fontana: Sacro Cuore;
- Ambrogio Figino: Madonna della serpe (oggi collocata nella chiesa di Sant'Antonio Abate).

## Museo San Fedele
Il 31 dicembre 2014, al termine di interventi di restauro durati un decennio, la chiesa di San Fedele ha inaugurato il Museo San Fedele, esposizione museale a pagamento che si sviluppa negli ambienti della chiesa e della sacrestia. 
Le opere sono esposte nella cripta, nel sacello, in sacrestia, nella "cappella delle ballerine" e nella pinacoteca - e coprono un arco cronologico che va dal XV secolo ai giorni nostri. Sono presenti lavori di Girolamo Romanino, Bernardino Campi, Tintoretto, Ambrogio Figino, Simone Peterzano, Francesco Cairo, Mario Sironi, Piero Manzoni, Lucio Fontana, Nanda Vigo, David Simpson, Nicola De Maria, Jannis Kounellis.